# Asociación Regional de Rugby Valparaíso

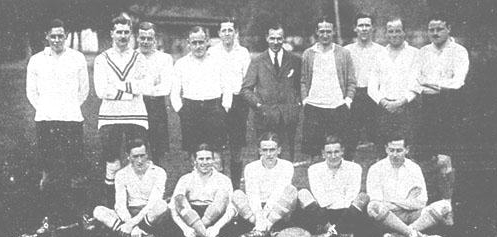
La ciudad de Valparaíso fue uno de los núcleos más importantes en el desarrollo del Rugby en Chile.

La Asociación Regional de Rugby Valparaíso también conocida por su acrónimo ARRV, es el ente encargado de regular el rugby en las ciudades de Valparaíso y Viña del Mar. Fue fundada en 1948 por iniciativa de los clubes Old Mackayans, Universidad Santa María, Escuela Naval, Everton y Bádminton. 
En 1953 fue una de las asociaciones fundadoras de la Federación de Rugby de Chile, entidad a la que ha estado afiliada desde en entonces.
La Asociación Regional de Rugby de Valparaíso (ARRV) tiene sus orígenes en el año 1948, cuando un grupo de dirigentes de Old Mackayans, Universidad Santa María, Escuela Naval, Everton y Bádminton, se reúnen para dar nacimiento a la primera organización de rugby de la V Región, que se denominó Asociación de Rugby Viña del Mar-Valparaíso (ARVV). Además, fue una de las asociaciones fundadoras de la Federación de Rugby de Chile en 1953, que reemplazó a la antigua Unión de Rugby de Chile.
Sin embargo, contra todo lo que se pueda pensar, el puerto de Valparaíso no fue la cuna del Rugby en Chile, pero si lo fue del football. Los primeros Torneos de ese deporte se realizaron en ese puerto, y la primera Asociación de Football se formó en Valparaíso. El rugby, por su parte, se comenzó a practicar al concertarse encuentros con tripulaciones de barcos británicos y las compañías mineras del norte.
Este deporte, que nació a la vida en Inglaterra en 1823, fue jugado por primera vez en Chile en el año 1894, cuando se enfrentó un XV de Iquique con un cuadro de los Campos Mineros. Hay registros también del primer encuentro jugado en Concepción en el año 1899.
Aun cuando nuestro deporte se inició en Chile al final del siglo XIX, el rugby organizado en forma de competencia estable se viene practicando desde 1948, con los equipos de la capital que formaban la Asociación de Rugby de Santiago, más el Bádminton Club. El Primer campeón de este Torneo fue el cuadro del Prince of Wales Country Club.
Sin embargo ya antes se realizaban competencias dentro de la capital y dentro de algunas de las provincias de entonces, como Valparaíso y Concepción.
Dentro de los primeros Clubes participantes, se puede citar a la Universidad de Chile (1941), Prince of Wales Country Club (1927), Stade Francais (1932), Universidad Técnica, Old Boys (1938), Universidad Católica (1942). Posteriormente se agregaron los equipos de Valparaíso y Viña del Mar (Everton, Old Mackayans, The Mackay School, Universidad Santa María), y se fueron formando e integrando nuevos equipos en Santiago (COBS,  Green Cross, Internado Nacional Barros Arana, Club de Rugby San Andrés, Colo Colo, Unión Española, The Grange School, Audax Italiano, La Reina, Cóndores etc.), varios de los cuales también fueron desapareciendo.
El primer Club de Viña del Mar que pasó a disputar partidos y torneos con equipos de Santiago fue el “Badminton Sports Club”, que después dio origen al Everton (posteriormente este último se transformó en Universidad Católica de Valparaíso para luego pasar a llamarse Sporting RFC.). Entre sus jugadores más destacados se puede citar a Vincent Walbaum y Jorge Grove, uno de los mejores backs en la historia de nuestro deporte. Otros viñamarinos destacados fueron William Kinnear y Alexander MacGregor, habiendo vestido ambos la casaquilla roja de la Selección. La unión de Bádminton con la Universidad Santa María para los efectos de participar en el Torneo de Santiago dio sus frutos y en 1946 este combinado se coronó Campeón del Certamen. Ese mismo año también sumó su participación la Selección de Concepción.

Al año siguiente, Universidad Santa María y Bádminton, esta vez por separado, se sumaron al torneo nacional. Los universitarios porteños habían mejorado muchísimo, en especial su línea de tres cuartos, una de las mejores y más rápidas del país. Los de la camiseta azul-rojo habían ganado, además, en experiencia. Tanta que en su primera actuación de la temporada en la capital derrotaron a Universidad Católica por 14 – 3.
No obstante, fue el Bádminton Sports Club de Viña del Mar el que se mantuvo invicto buena parte del torneo, gracias a los excelentes refuerzos de seis jugadores recién regresados de Inglaterra, entre los que se contaban Peebles, Quigley. Gubbins, Young y William Kinnear. Los ingleses de la V Región, considerados casi imbatibles en su cancha, desde el comienzo del campeonato se perfilaron como uno de los equipos más capacitados, derrotando en su única actuación oficial en canchas metropolitanas a Old Grangonians por 32 – 8.
Finalmente, porteños y viñamarinos compartieron el título de Chile, con tres puntos de ventaja sobre su más cercano rival, Stade Francais. Eran los tiempos en que el drop valía 4 puntos; un try 3; la conversión 2 y el penal 3.
Durante casi cincuenta años, la ARVV tuvo como misión principal la conformación de selecciones regionales para los Campeonatos Nacionales de Asociaciones, que anualmente organiza la Federación de Rugby de Chile (FERUCHI), para las categorías Adulto y Juvenil. A la vez, veló por los intereses de sus asociados en instancias superiores y competencias, hasta mediados de la década de 1990, cuando cesó por algunos años su funcionamiento.

Durante unos pocos años, se conformó una asociación provisional, que tuvo a su cargo los seleccionados regionales, hasta que el año 1999, un grupo de dirigentes liderados por Marcelo Jullian Middleton (expresidente de Sporting RC) y Jorge Basch (exdirector de la Escuela Naval), reconstruyen la ARVV, creando competencia para los clubes y universidades de la V Región.
Una de las primeras tareas de esta refundada entidad, fue la organización de un campeonato local, que involucrara a los equipos de la V Región que no estuvieran participando en el Torneo Central de la Asociación de Rugby de Santiago. Fue así como el primer Torneo Oficial de la estuvo conformado por Universidad Santa María, Universidad Católica de Valparaíso, Escuela Naval, USM Sede José Miguel Carrera, Sporting RC y en calidad de invitado, San Bartolomé RC de La Serena. Luego se sumarían Universidad de La Serena, DuocUC, Universidad del Mar y Universidad Adolfo Ibáñez.
En mayo de 2003, los dirigentes de la región constituyen el nuevo ente rector del rugby en Valparaíso, creando definitivamente la ARRV, siendo ésta afiliada a FERUCHI, pudiendo participar así con todos los deberes y derechos que ello implica. Un cambio de nombre que buscaba el representar de una vez por todas, el rugby de no sólo Viña del Mar y Valparaíso, sino de toda la V Región.
Durante ya más de una década, la ARRV se ha preocupado de no sólo continuar con la conformación de selecciones regionales a nivel adulto y juvenil, sino también a fomentar, capacitar y ayudar en el desarrollo del rugby de la V Región, apoyando la creación de nuevos clubes, no sólo en la ciudad de Viña del Mar, sino también en otras comunas. Es así como hoy en día varias ciudades se ven representadas en las distintas competencias que organiza la ARRV, como lo son Quilpué, Villa Alemana, San Antonio, Quillota, Los Andes, Limache y recientemente Isla de Pascua.
Hoy, con una estructura de trabajo sólida, la ARRV realiza cursos de capacitación para entrenadores y árbitros, validados por FERUCHI y la Internacional Rugby Board (IRB). A la vez, organiza un campeonato adulto de Primera División, donde frecuentemente participan equipos de la Asociación de Rugby de La Serena, sin olvidar los torneos de Juveniles, Intermedia y festivales para categorías menores, Femenino y Mayores de 35 años, junto con una competencia de Desarrollo para los clubes emergentes de la V Región.
El actual Directorio de la ARRV está conformado por los señores Pablo Martin (presidente), Rodrigo Marín (vicepresidente), Nicolás Ruiz (secretario), Rodrigo Correa (tesorero) y Alfonso Verschae G. (director). Además colaboran Felipe Martínez y Carlos Proto (Área Divisiones Menores, Mayores de 35 años y Femenino), Arturo Orellana (Área Divisiones Adulto), Ricardo Cortes A. (Jefe Técnico Selecciones Regionales) y Jorge Hirane (Área Desarrollo y Capacitación Referato).
Dentro de los equipos más destacados de la V Región, se puede nombrar a Old Mackayans RFC (campeón del Torneo Central de Rugby en 1978, 1981, 1982, 2000 y 2008), Sporting RC (campeón del Seven Internacional de Reñaca en 1988 y participó del Torneo del Oeste entre 1999 y 2001), y Viña RC. También en la historia se registra el título de la Universidad Santa María en 1950 del Torneo Central de Rugby.
Hoy también se pueda contar como miembros de la ARRV a clubes que poco a poc han ido creando su historia, entre ellos: Old Navy, Toros RC, Lomas RC, Hálcones de Los Andes, San Felipe RC, Calera RC, Tralkanes RC de Llayllay, VARC de Villa Alemana, Arrieros RC, Rugby de la Costa, Casablanca RC y Costa del Sol. Esto sin contar a otros clubes y colegios que practican este deporte en Viña del Mar, Quilpué, Villa Alemana, San Antonio e Isla de Pascua
Cabe destacar que, por el comienzo de los torneos nacionales de los clubes afiliados a ARUSA, la competencia del segundo semestre tiene un carácter de competencia de desarrollo.

## Competencias

### Primera
| Club                         | Vestimenta          | Localía                        | Símbolo       |
| ---------------------------- | ------------------- | ------------------------------ | ------------- |
| Del Valle Rugby Club         | Azul y blanco       | Estadio Ángel Navarrete Candia | Lince         |
| Old Mackayans                | Azul y blanco       | Colegio Mackay (Viña del Mar)  | Corona y cruz |
| Old Navy Rugby Club          | Azul marino         | CNC Las Salinas (Viña del Mar) | Ancla         |
| Sporting RC                  | Negro               | Sporting (Viña del Mar)        | Cuervo        |
| 3er Tiempo Rugby Club        | Magenta y negro     | Villa Olímpica (Quilpué)       | Bar           |
| Toros de Quillota Rugby Club | Amarillo y negro    | Parcelas Unidas (La Cruz)      | Toro          |
| Villa Alemana Rugby Club     | Granate y negro     | Villa Olímpica (Quilpué)       | Queltehue     |
| Viña Rugby Club              | Rojo, azul y blanco | Fundo Club Colmito (Concon)    | Tricolor      |

### Desarrollo
| Equipo                 | Localidad    | Cancha                     |
| ---------------------- | ------------ | -------------------------- |
| La Calera R.C.         | La Calera    | Cancha Santa Laura La Cruz |
| Toros de Quillota RC B | Quillota     | Santa Laura de Pocochay    |
| Universitario RC       | Valparaíso   | Caleta Portales            |
| UNAB Viña RC           | Viña del Mar | Universidad Andrés Bello   |

## Campeones
| Temporada          | Campeón                     |
| ------------------ | --------------------------- |
| 1999               | Sporting Rugby Club         |
| 2000               | Sporting Rugby Club         |
| 2001               | Sporting Rugby Club         |
| 2002               | Old Mackayans               |
| 2003               | San Bartolomé Rugby Club    |
| Apertura 2004      | Sporting Rugby Club         |
| Clausura 2004      | Sporting Rugby Club         |
| Apertura 2005      | Old Mackayans               |
| Clausura 2005      | Sporting Rugby Club         |
| Apertura 2006      | San Bartolomé Rugby Club    |
| Clausura 2006      | Sporting Rugby Club         |
| Apertura 2007      | Sporting Rugby Club         |
| Clausura 2007      | Perros Rugby Club           |
| Apertura 2008      | Sporting Rugby Club         |
| Clausura 2008      | San Bartolomé Rugby Club    |
| Apertura 2009      | Club de Rugby Quillota      |
| Clausura 2009      | Rugby Seminario Conciliar   |
| Apertura 2010      | Viña Rugby Club             |
| Clausura 2010      | Old Mackayans               |
| Apertura 2011      | Viña Rugby Club             |
| Clausura 2011      | Sporting Rugby Club         |
| Apertura 2012      | Sporting Rugby Club         |
| Clausura 2012      | Viña Rugby Club             |
| Apertura 2013      | Old Mackayans               |
| Clausura 2013      | San Bartolomé Rugby Club    |
| Apertura 2014      | Toros Quillota              |
| Clausura 2014      | Toros Quillota              |
| Apertura 2015      | Old Mackayans               |
| Clausura 2015      | VARC (Desarrollo)           |
| Apertura 2016      | Old Navy RC                 |
| Clausura 2016      | Old Mackayans               |
| Apertura 2017      | Toros Quillota              |
| Clausura 2017      | VARC (Desarrollo)           |
| Apertura 2018      | Sporting Rugby Club         |
| Clausura 2018      | Tercer Tiempo               |
| Apertura 2019      | Alliance Sportif RC         |
| Clausura 2019      | Costa del Sol (Desarrollo)  |
| Apertura 2020      | - (Suspendido por pandemia) |
| Clausura 2020      | - (Suspendido por pandemia) |
| Clausura 2021      | Old Mackayans               |
| Apertura 2022      | Old Mackayans               |
| Clausura 2022      | Old Mackayans               |
| Torneo Único 2023  | Viña Rugby Club             |
| Clausura 2023      | Sporting Rugby Club         |
| Interregional 2024 | Old Mackayans               |

#### Campeones
| Palmarés                            |         |          |
| Club                                | Campeón | Años     |
| Sporting RC                         | 13      |          |
| Old Mackayans                       | 10      |          |
| Viña Rugby Club                     | 4       |          |
| Toros de Quillota RC                | 4       |          |
| San Bartolomé RC                    | 4       |          |
| Perros de Copiapó RC                | 1       | Cl. 2006 |
| Seminario Conciliar RC de La Serena | 1       | Cl. 2009 |
| Old Navy RC                         | 1       | Ap. 2016 |
| Tercer Tiempo Rugby Club            | 1       | Cl. 2018 |
| Alliance Sportif RC                 | 1       | Ap. 2019 |

## Clubes de Valparaíso
En la actualidad existen 11 clubes de rugby asociados a la Asociación Regional de Rugby Valparaíso.
- Del Valle Rugby Club
- Escuela Naval AP
- Halcones RC
- Old Mackayans
- Old Navy
- Sportif Alianza Francesa
- Sporting Rugby Club
- Toros Quillota
- Tralkanes Llayllay
- Universitario Valparaíso RC
- Viña Old Boys & Girls RC
- VARC